# Лаолин
Лаоли́н (кит. упр. 乐陵, пиньинь Làolíng) — городской уезд городского округа Дэчжоу провинции Шаньдун (КНР). Формально он считается городским уездом, подчинённым напрямую правительству провинции Шаньдун (山东省辖县级市), которое делегирует полномочия на управление им городскому округу Дэчжоу (德州市代管).

## История
В эпоху Чжоу эти земли входили в состав царства Ци. В эпоху Воюющих Царств здесь была граница царств Ци и Янь. При империи Хань был создан уезд Лаолин (乐陵县). В эпоху Троецарствия он был преобразован в удельное владение Лаолин (乐陵国). При империи Цзинь удельное владение было преобразовано в округ Лаолин (乐陵郡).
В 1950 году был образован Специальный район Дэчжоу (德州专区), и уезд Лаолин вошёл в его состав. В 1956 году Специальный район Дэчжоу был расформирован, и уезд Лаолин перешёл в состав Специального района Хуэйминь (惠民地区). В 1958 году уезд Лаолин был присоединён к уезду Шанхэ и передан в состав Специального района Ляочэн (聊城专区). В 1959 году уезд был передан в состав Специального района Цзыбо (淄博专区). В 1960 году уезд Шанхэ был переименован в Лаолин. В 1961 году Специальный район Дэчжоу был воссоздан, и уезд Лаолин вошёл в его состав, при этом из него был вновь выделен уезд Шанхэ. В 1967 году Специальный район Дэчжоу был переименован в Округ Дэчжоу (德州地区).
В 1988 году уезд Лаолин был преобразован в городской уезд, непосредственно подчинённый правительству провинции Шаньдун.
Постановлением Госсовета КНР от 17 декабря 1994 года были расформированы город Дэчжоу и округ Дэчжоу, и образован городской округ Дэчжоу. Правительство провинции Шаньдун делегировало управление городским уездом Лаолин правительству городского округа Дэчжоу.

## Административное деление
Городской уезд делится на 4 уличных комитета, 9 посёлков и 3 волости.

## Экономика

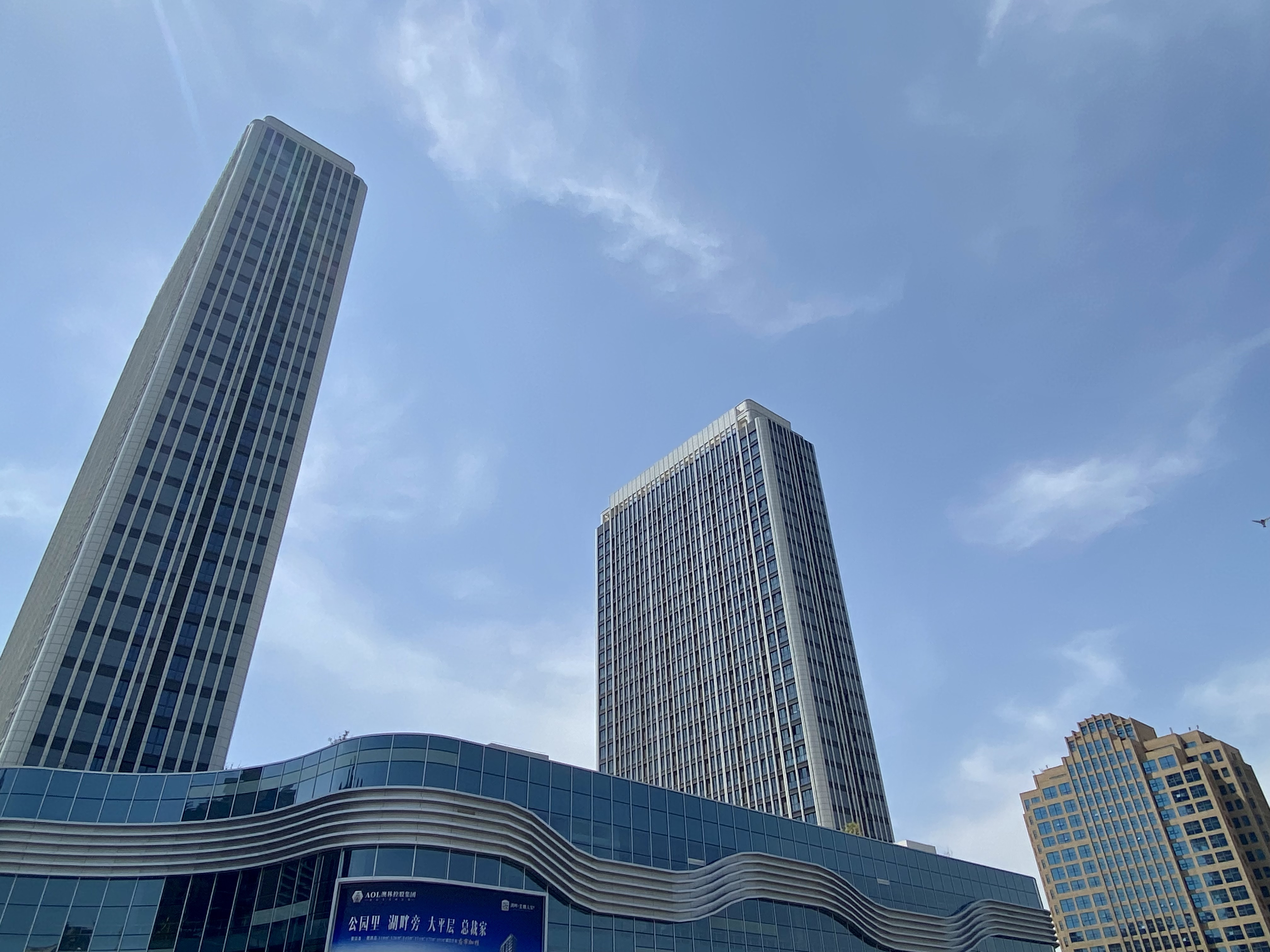
Деловой центр Лаолина

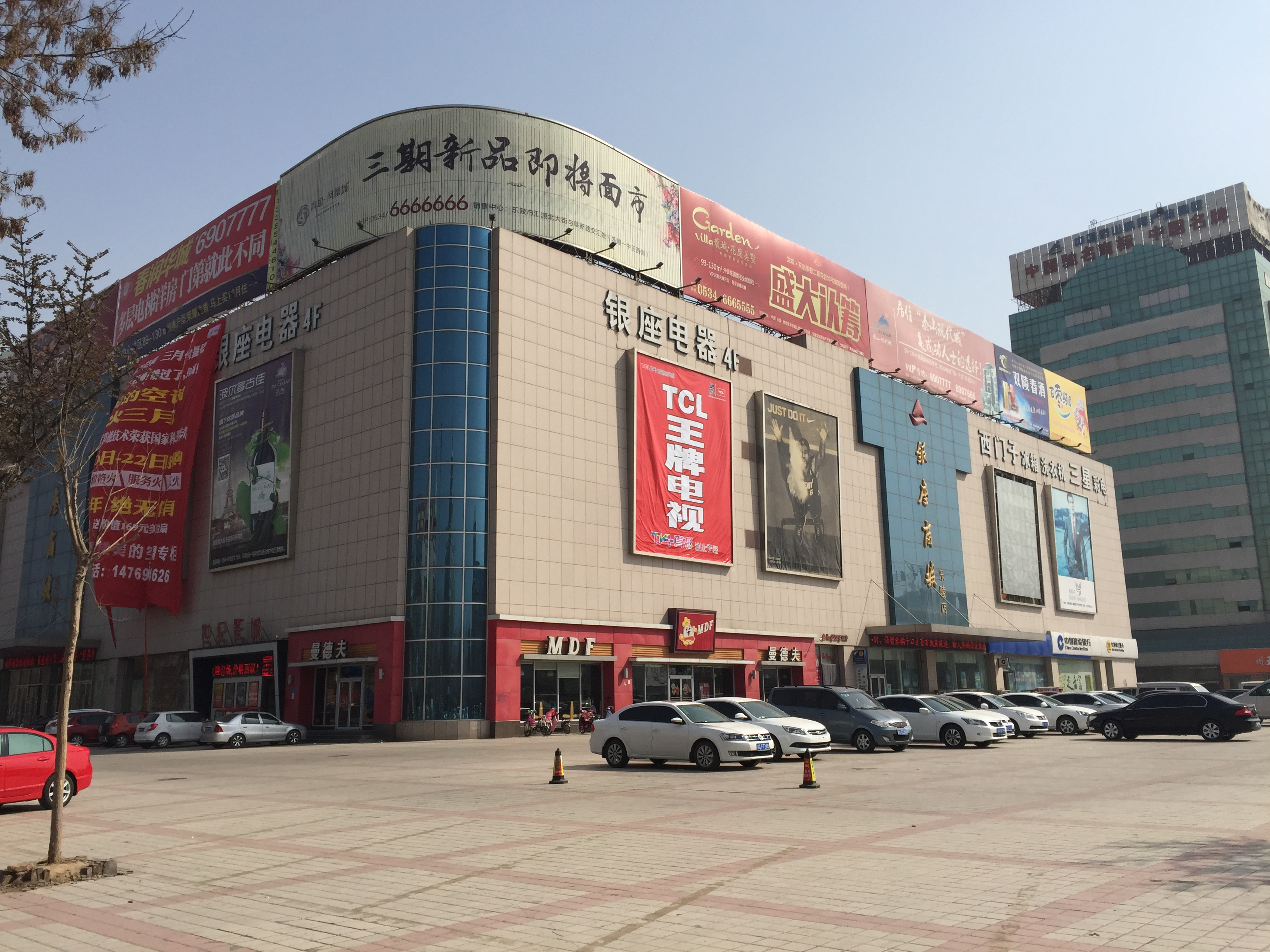
Торговый центр Inzone

Основа экономики района — производство текстильных и спортивных товаров, пищевых продуктов и добавок, строительных материалов. В Лаолине базируется компания Taishan Sports — крупный производитель спортивного снаряжения и оборудования (маты, коврики, покрытия для стадионов и кортов, велосипедные рамы и спортивные весы).
В 1980-х годах посёлок Янъань стал крупнейшим логистическим центром приправ на севере Китая. В 1990-е годы количество предприятий по производству приправ в поселке превысило 100. В 2023 году объем продаж превысил 26 млрд юаней (3,62 млрд долл. США). По состоянию на 2024 год в поселке Янъань работало 280 производителей вкусовых добавок и приправ, из которых 52 — крупные компании (в том числе Shandong Pangda Food). Ежегодно отсюда отправляются свыше 95 млн посылок с приправами. Основная продукция — молотый перец чили, молотый сычуаньский перец, смеси пряностей. Из более чем 50 тыс. жителей Янъаня свыше 30 тыс. работают в секторе приправ.

## Культура
В Музее приправ посёлка Янъань выставлено более 1200 видов продукции, производимых местными предприятиями.

## Достопримечательности
Среди туристов очень популярен киногород (комплекс декораций), в котором снимали фильм «Детектив из Чайнатауна, 1900 год».